# Quetigny
Quetigny és un municipi francès, situat al departament de la Costa d'Or i a la regió de Borgonya - Franc Comtat. L'any 2007 tenia 9.598 habitants.

## Demografia

### Població
El 2007 la població de fet de Quetigny era de 9.598 persones. Hi havia 3.768 famílies, de les quals 1.134 eren unipersonals (477 homes vivint sols i 657 dones vivint soles), 970 parelles sense fills, 1.268 parelles amb fills i 396 famílies monoparentals amb fills.
La població ha evolucionat segons el següent gràfic:
Habitants censats

### Habitatges
El 2007 hi havia 3.932 habitatges, 3.830 eren l'habitatge principal de la família, 12 eren segones residències i 90 estaven desocupats. 1.537 eren cases i 2.374 eren apartaments. Dels 3.830 habitatges principals, 2.100 estaven ocupats pels seus propietaris, 1.637 estaven llogats i ocupats pels llogaters i 93 estaven cedits a títol gratuït; 248 tenien una cambra, 485 en tenien dues, 764 en tenien tres, 992 en tenien quatre i 1.342 en tenien cinc o més. 2.409 habitatges disposaven pel capbaix d'una plaça de pàrquing. A 2.012 habitatges hi havia un automòbil i a 1.311 n'hi havia dos o més.

### Piràmide de població
La piràmide de població per edats i sexe el 2009 era:
| Homes | Edats   | Dones |
| ----- | ------- | ----- |
| 4     | 95 o +  | 8     |
| 0     | 90 a 94 | 8     |
| 8     | 85 a 89 | 16    |
| 8     | 80 a 84 | 16    |
| 36    | 75 a 79 | 112   |
| 92    | 70 a 74 | 96    |
| 116   | 65 a 69 | 140   |
| 148   | 60 a 64 | 168   |
| 232   | 55 a 59 | 260   |
| 348   | 50 a 54 | 392   |
| 436   | 45 a 49 | 460   |
| 352   | 40 a 44 | 388   |
| 340   | 35 a 39 | 404   |
| 345   | 30 a 34 | 332   |
| 341   | 25 a 29 | 284   |
| 464   | 20 a 24 | 492   |
| 460   | 15 a 19 | 376   |
| 340   | 10 a 14 | 312   |
| 332   | 5 a 9   | 300   |
| 208   | 0 a 4   | 220   |

## Economia
El 2007 la població en edat de treballar era de 6.967 persones, 5.006 eren actives i 1.961 eren inactives. De les 5.006 persones actives 4.522 estaven ocupades (2.276 homes i 2.246 dones) i 485 estaven aturades (218 homes i 267 dones). De les 1.961 persones inactives 525 estaven jubilades, 1.026 estaven estudiant i 410 estaven classificades com a «altres inactius».

### Ingressos
El 2009 a Quetigny hi havia 3.747 unitats fiscals que integraven 9.458 persones, la mediana anual d'ingressos fiscals per persona era de 17.962 €.

### Activitats econòmiques
Dels 584 establiments que hi havia el 2007, 1 era d'una empresa extractiva, 4 d'empreses alimentàries, 25 d'empreses de fabricació d'altres productes industrials, 28 d'empreses de construcció, 224 d'empreses de comerç i reparació d'automòbils, 19 d'empreses de transport, 26 d'empreses d'hostatgeria i restauració, 25 d'empreses d'informació i comunicació, 34 d'empreses financeres, 23 d'empreses immobiliàries, 88 d'empreses de serveis, 51 d'entitats de l'administració pública i 36 d'empreses classificades com a «altres activitats de serveis».
Dels 79 establiments de servei als particulars que hi havia el 2009, 1 era una gendarmeria, 1 oficina de correu, 7 oficines bancàries, 1 funerària, 12 tallers de reparació d'automòbils i de material agrícola, 1 taller d'inspecció tècnica de vehicles, 1 autoescola, 5 paletes, 9 guixaires pintors, 2 fusteries, 3 lampisteries, 4 electricistes, 8 perruqueries, 1 veterinari, 15 restaurants, 3 agències immobiliàries, 2 tintoreries i 3 salons de bellesa.
Dels 119 establiments comercials que hi havia el 2009, 1 era, 5 supermercats, 1 un supermercat, 2 fleques, 4 carnisseries, 1 una carnisseria, 3 llibreries, 35 botigues de roba, 8 botigues d'equipament de la llar, 5 sabateries, 2 botigues d'electrodomèstics, 29 botigues de mobles, 7 botigues de material esportiu, 4 botigues de material de revestiment de parets i terra, 3 perfumeries, 6 joieries i 3 floristeries.
L'any 2000 a Quetigny hi havia 13 explotacions agrícoles que ocupaven un total de 610 hectàrees.

## Equipaments sanitaris i escolars
El 2009 hi havia 1 hospital de tractaments de mitja durada (seguiment i rehabilitació), 1 psiquiàtric i 4 farmàcies.
El 2009 hi havia 4 escoles maternals i 4 escoles elementals. A Quetigny hi havia 1 col·legi d'educació secundària i 1 liceu tecnològic. Als col·legis d'educació secundària hi havia 772 alumnes i als liceus tecnològics 66.
Quetigny disposava de 2 centres de formació no universitària superior, des quals1 era de formació tècnica i 1 de formació sanitària.

## Poblacions més properes
El següent diagrama mostra les poblacions més properes.